# James Chabot Provincial Park
Der James Chabot Provincial Park ist ein Provincial Park in British Columbia, Kanada.  Früher (vom 1. März 1979 bis 26. Juli 1990)  hieß er Athalmer Beach Provincial Park. 

## Lage
Der James Chabot Provincial Park liegt in Invermere am nordöstlichen Ende des Windermere Lake in der Region East Kootenay. Der Windermere Lake Provincial Park liegt am südwestlichen Ende des Sees und ist einer von mehreren Provincial Parks in British Columbia, die im Columbia Valley liegen.
Bei dem Park handelt es sich um ein Schutzgebiet der IUCN-Kategorie Ia (Strenges Naturreservat).
Er ist nach James Chabot (auch: Jim Chabot) benannt, der von 1963 bis 1986 Mitglied der Legislativversammlung für Columbia-Revelstoke sowie früherer Minister für Land, Parks und Wohnen in der Regierung des Social-Credit-Premierministers W.A.C. Bennett in Britisch Columbia war.